# Aliança Democrática (2024)

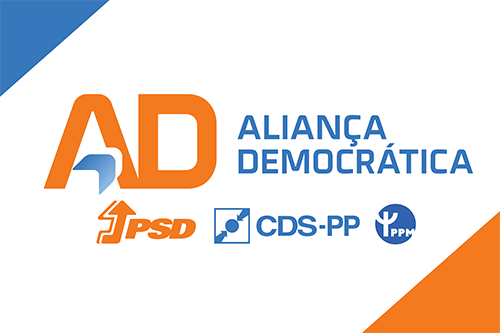
Logo der Demokratischen Allianz (2024)

Die Aliança Democrática (AD) (zu Deutsch: Demokratische Allianz) ist eine Mitte-rechts-Koalition in Portugal, die sich aus der Sozialdemokratischen Partei (PPD/PSD), der CDS-Volkspartei (CDS-PP), der Monarchistischen Volkspartei (PPM) und unabhängigen Persönlichkeiten zusammensetzt. Ihre Gründer waren Luís Montenegro, Nuno Melo und Gonçalo da Câmara Pereira sowie mehrere unabhängige Persönlichkeiten.

## Geschichte

### Frühere Versuche
Die erste Aliança Democrática wurde zwischen 1979 und 1983 zwischen Francisco Sá Carneiro, Diogo Freitas do Amaral und Gonçalo Ribeiro Telles vereinbart. Die Koalition endete 1983, und seitdem gab es immer wieder Versuche, die Koalition neu zu formieren.
Im Jahr 1985 wurde im Hinblick auf die Präsidentschaftswahlen im folgenden Jahr der "Geist der AD" wiederbelebt, um die Kandidatur von Freitas do Amaral zu unterstützen, ohne die Unterstützung der Reformbewegung, die in einem zweiten Wahlgang knapp verlor.
Bei den Parlamentswahlen 2022 ließen PPD/PSD, CDS-PP und PPM diese Koalition nur im Wahlkreis Azoren wieder aufleben.

### AD von Luís Montenegro, Nuno Melo und Gonçalo Câmara Pereira
Die Koalition wurde am 21. Dezember 2023 für die Parlamentswahlen 2024, die Regionalwahlen 2024 auf den Azoren und die Europawahlen 2024 wiederhergestellt und steht im Einklang mit den lokalen Vereinbarungen für die Kommunalwahlen 2025. Diese Neuauflage der AD umfasst neben den drei Basisparteien auch eine Plattform von Unabhängigen, wie im gemeinsamen Kommuniqué zur Gründung der Koalition vermerkt ist. Die Verwendung des Namens Demokratische Allianz wurde von der PPM angefochten, die die Bedingungen anprangerte, unter denen sie zur Teilnahme eingeladen wurde, doch am 3. Januar 2024 akzeptierte die PPM die Vorschläge und trat der Koalition bei, so dass die drei Gründungsparteien in der derzeitigen Koalition verblieben.
Bei den Parlamentswahlen 2024 trat die Demokratische Allianz in allen Wahlkreisen auf dem portugiesischen Festland, im Wahlkreis der Azoren und in den Auswandererwahlkreisen (Europa und außerhalb Europas) an, mit Ausnahme des Wahlkreises Madeira, in dem es nur eine Koalition zwischen PPD/PSD und CDS-PP (Madeira First) gab. Sie ging als Gewinner aus der Wahl hervor. Anschließend bildete sich das Kabinett Montenegro I.

## Organisation

### Wählende Parteien
| Parteien                   | Abkürz. | Parteiführer           | Ideologie                                                     | Politisches Spektrum |
| -------------------------- | ------- | ---------------------- | ------------------------------------------------------------- | -------------------- |
| Partido Social Democrata   | PPD/PSD | Luís Montenegro        | Liberaler Konservatismus Wirtschaftsliberalismus              | Mitte-Rechts         |
| CDS – Partido Popular      | CDS-PP  | Nuno Melo              | Christliche Demokratie Konservatismus Wirtschaftsliberalismus | Rechts               |
| Partido Popular Monárquico | PPM     | Gonçalo Câmara Pereira | Monarchismus Traditionalismus Christliche Demokratie          | Rechts               |

## Wahlergebnisse

### Assembleia da República
| Jahr | Wahl                | Anzahl Stimmen | % Stimmen | Anzahl Sitze | +/- |
| ---- | ------------------- | -------------- | --------- | ------------ | --- |
| 2024 | Parlamentswahl 2024 | 1.814.021      | 28,02     | 77/230       |     |

### Europäisches Parlament
| Jahr | Wahl            | Anzahl Stimmen | % Stimmen | Anzahl Sitze | +/- |
| ---- | --------------- | -------------- | --------- | ------------ | --- |
| 2024 | Europawahl 2024 | 1.228.787      | 31,11     | 7/21         |     |